# Saverio Costantino Amato
(Lo scolaro, da L'Omnibus del 21 maggio 1836)
Saverio Costantino Amato (Nocera Inferiore, 4 marzo 1816 – Nocera Inferiore, 9 novembre 1837) è stato un poeta e scrittore italiano.

## Vita
Saverio Costantino Amato nacque e morì a Nocera Inferiore, da Costantino Amato e Raffaella Guarna.
Secondo Gennaro Orlando la sua passione per le lettere nacque quando lesse un libro del Metastasio. 
Per approfondire i suoi studi si recò a Napoli dove, sotto l'ala protettrice del marchese Basilio Puoti, cominciò giovanissimo una collaborazione con diverse riviste letterarie dell'epoca, sia napoletane (Ore solitarie, L'Omnibus, Il Veliero, L'Iride, Il Globo areostatico, Il Globo) che non (nel 1836 pubblicò alcune opere sulla rivista milanese La fama).
Di salute cagionevole morì di tubercolosi a Nocera nel 1837 a soli ventuno anni.

## Opere
Le sue opere furono raccolte dal marchese Puoti e pubblicate sotto il titolo di Prose e versi postume, nel 1838.
L'opera trovò vari apprezzamenti, soprattutto nello scrittore Francesco Mastriani, che citò il poeta e i suoi versi in diversi romanzi, tra i quali I misteri di Napoli.
Una gran somiglianza era tra le anime di questi due giovani poeti, che in breve età lasciarono questa trista dimora della terra.»
(Francesco Mastriani, I misteri di Napoli)
Una seconda raccolta di opere dell'Amato fu messa alle stampe molti anni dopo. Si tratta delle Novelle storiche, raccolte da Carlo Catanzaro e pubblicate nel 1888.
Un'opera omnia relativa a Saverio Costantino Amato è stata pubblicata nel 2018.